# Døle
Le Døle (norvégien : Doelahest) est une race de chevaux de trait native du Sud-Est de la Norvège. Race rare, il est protégé par des mesures de conservation dans son pays d'origine.

## Dénomination
La race Døle est également connue sous les noms de trait Døle, de Døle Gudbrandsdal, ou de Gudbrandsdal,, qu'elle doit à la vallée du Gudbrandsdal (no), qui constitue son berceau d'origine. Avant 1947, elle est aussi nommée Østland (« des terres de l'Est »).

## Histoire

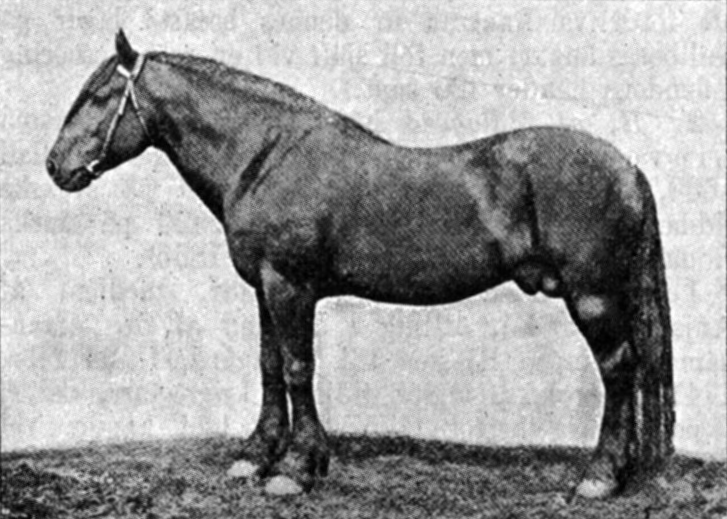
Døle vers 1910

Le Døle est issu en premier lieu des chevaux locaux norvégiens. Il est cependant réputé pour avoir des Frison parmi ses ancêtres, les deux races étant morphologiquement proches. 
Le stud-book de la race Døle est créé en 1896. À partir de 1950, le Døle est croisé avec des trotteurs lourds et un étalon de trait suédois. En 1967, une association nationale est constituée pour préserver le cheval de trait lourd norvégien en raison de sa raréfaction. La motorisation du débardage et de l'agriculture diminue l'intérêt d'utiliser les chevaux de trait, provoquant la disparition de la race. D'après Bonnie Lou Hendricks (université d'Oklahoma), il a longtemps existé deux types chez la race Døle, un trotteur et un cheval de trait, qui sont devenus de plus en plus proches l'un de l'autre en raison de croisements. La popularité des courses de trot a préservé le type trotteur de la menace d'extinction.
La consanguinité a entraîné une baisse de la fertilité et des fragilité aux jambes, mais ces défauts ont depuis été corrigés.

## Description

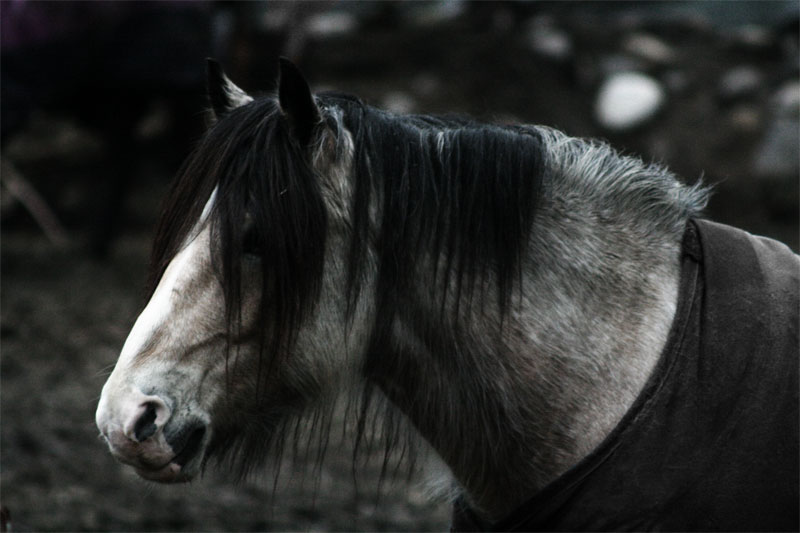
Tête d'un Døle

La base de données DAD-IS enregistre une taille moyenne de 1,51 m, pour un poids médian de 425 kg. C'est l'un des chevaux de trait occidentaux les plus petits.
Le modèle est musclé et puissant. Sa tête est carrée, parfois lourde, avec un profil rectiligne. Les oreilles sont longues et mobiles. Toupet, queue et crinière sont abondants et soyeux. Les épaules sont fortes et bien inclinées. Le garrot, tout comme la poitrine, sont larges. Les membres sont courts et forts et les fanons sont abondants. Les sabots sont ronds et larges, et la corne est dure. 

### Robe
Sa robe est généralement le bai, le bai-brun ou le noir, parfois le gris, le louvet ou le palomino.

### Caractère
C'est un cheval actif et courageux, robuste et agile. Bien que calme et docile, il est énergique et endurant.

### Sélection
La sélection de la race est assurée par la Landslaget for Dølehest. Les chevaux candidats pour l'inscription au stud-book doivent passer un test de puissance de traction, et un test de déplacement au trot.

## Utilisations

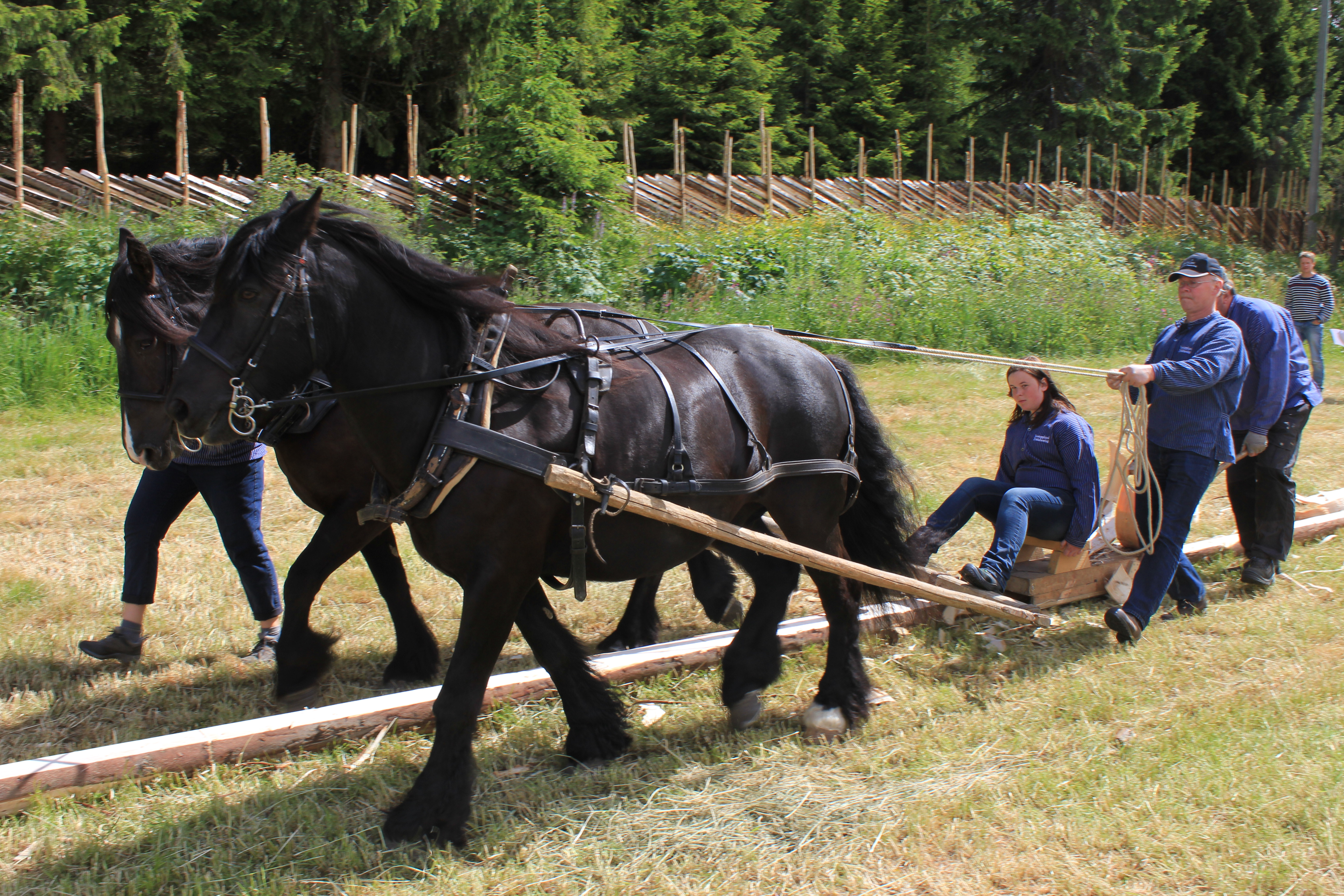
Travail de traction avec une paire de Døle

C'est un cheval de traction lourde. Il a aussi donné un modèle plus léger destiné aux sports hippiques, issu de la sélection pour les courses de trot : le Trotteur Døle. Bien que les croisements avec des chevaux légers aient été pratiqués par le passé, ils ont désormais cessé.

## Diffusion de l'élevage
Il est considéré comme une race native de la Norvège, propre au Sud-Est de ce pays. DAD-IS le signale (2018) comme une race rare. En 2017, les effectifs sont de seulement 285 individus. Un programme de conservation a été mis en place en Norvège. Par ailleurs, l'ouvrage Equine Science (4e édition de 2012) le classe parmi les races de chevaux de selle peu connues au niveau international.